# 布尔多
布尔多（法語：Bourdeaux，法語發音：[buʁdo]）是法国德龙省的一个市镇，位于该省中部偏南，属于迪镇区。

## 地理
布尔多（44°35'11"N, 5°8'4"E）面积23.11 平方千米，位于法国奥弗涅-罗讷-阿尔卑斯大区德龙省，该省份为法国东南部内陆省份，北起顺时针与伊泽尔省、上阿尔卑斯省、上普罗旺斯阿尔卑斯省、沃克吕兹省和阿尔代什省接壤。
与布尔多接壤的市镇（或旧市镇、城区）包括：比讷河畔贝佐丹、布维耶尔、孔普斯、克吕皮、莫尔南、奥尔西纳、勒波厄塞拉尔、圣纳泽尔勒代塞尔、莱托尼勒、特吕纳斯。

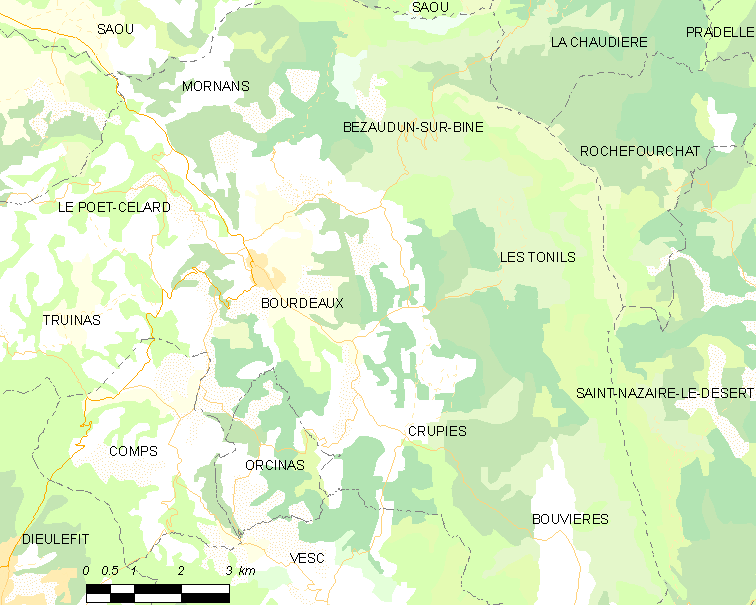
布尔多的OSM定位图

布尔多的时区为UTC+01:00、UTC+02:00（夏令时）。

## 行政
布尔多的邮政编码为26460，INSEE市镇编码为26056。

## 政治
布尔多所属的省级选区为迪约勒菲县。

## 人口

1962-2008年间布尔多人口变化图示

布尔多于2022年1月1日时的人口数量为682人。